# Landesregierung Burgstaller II
Die Landesregierung Burgstaller II war nach der Landtagswahl in Salzburg 2009 von 2009 bis 2013 die Salzburger Landesregierung unter Landeshauptfrau Gabi Burgstaller. Die Mitglieder der Landesregierung wurden vom Salzburger Landtag am 22. April 2009 angelobt. Die Landesregierung blieb gegenüber der Landesregierung Burgstaller I personell unverändert. Sie wurde am 19. Juni 2013 von der Nachfolgeregierung Haslauer jun. I abgelöst.

## Regierungsmitglieder
| Amt                                                     | Name                                                                                            | Partei | Ressorts |
| ------------------------------------------------------- | ----------------------------------------------------------------------------------------------- | ------ | --- |
| Landeshauptfrau                                         | Gabi Burgstaller                                                                                | SPÖ    | Arbeitsmarkt, Bildung, Schulen, Fachhochschulen, Universitäten, Erwachsenenbildung, Katastrophenschutz, Feuerwehr, Repräsentation und Außenbeziehungen, Wissenschaft und Forschung, Frauen, Europa |
| 1. Landeshauptmann-Stellvertreter                       | Wilfried Haslauer                                                                               | ÖVP    | Wirtschaft, Tourismus, Verkehr, Bauen, Gemeinden, Museen, Kulturelle Sonderprojekte, Unternehmensnahe Forschung                                                                                    |
| 2. Landeshauptmann-Stellvertreter                       | Walter Steidl (Landesrat ab 3. Oktober 2012, Landeshauptmann-Stellvertreter ab 23. Januar 2013) | SPÖ    | Gesundheit, Soziales, Landesanstalten |
| Landesrat                                               | Georg Maltschnig (ab 23. Januar 2013)                                                           | SPÖ    | Finanzen und Vermögensverwaltung, Kultur, Sport |
| Landesrat                                               | Walter Blachfellner                                                                             | SPÖ    | Wohnbauförderung, Raumordnung, Umweltschutz, Umweltmedizin, Verbraucherschutz, Gewerbe, Betriebsanlagen                                                                                            |
| Landesrat                                               | Josef Eisl                                                                                      | ÖVP    | Land- und Forstwirtschaft, Wasser (Wasserrecht und Wasserwirtschaft), Bau-, Feuerpolizei und Straßenrecht, Naturschutz, Energie, Personal                                                          |
| Landesrätin                                             | Tina Widmann (ab 10. November 2010)                                                             | ÖVP    | Familie, Kinder, Jugend, Integration, Asylwesen, Grundversorgung, Senioren, Nationalpark Hohe Tauern, Volkskultur, Erhalt des kulturellen Erbes, Gemeindeentwicklung                               |
| Vorzeitig ausgeschiedene Mitglieder der Landesregierung |                                                                                                 |        | |
| Landesrätin                                             | Doraja Eberle (bis 10. November 2010)                                                           | ÖVP    | Familie, Kinder, Jugend, Integration, Asylwesen, Grundversorgung, Senioren, Nationalpark Hohe Tauern, Volkskultur, Erhalt des kulturellen Erbes, Gemeindeentwicklung                               |
| Landesrätin                                             | Erika Scharer (bis 6. Juli 2011)                                                                | SPÖ    | Gesundheit, Soziales, Landesanstalten |
| Landesrätin                                             | Cornelia Schmidjell (vom 6. Juli 2011 bis zum 3. Oktober 2012)                                  | SPÖ    | Gesundheit, Soziales, Landesanstalten |
| 2. Landeshauptmann-Stellvertreter                       | David Brenner (bis 23. Januar 2013)                                                             | SPÖ    | Finanzen und Vermögensverwaltung, Kultur, Sport |